# Synanthedon rhodia
Synanthedon rhodia là một loài bướm đêm thuộc họ Sesiidae. Nó được biết đến ở Nam Phi.